# Малък юс
Ѧ, ѧ, малък юс, малка носовка е буква от кирилицата, използвана за предаване на носова предна гласна, чието произношение е близко до [ɛ̃] (ен).
Въпреки че малкият юс е отпаднал от книжовните форми на всички съвременни славянски езици, в полския език, който е славянски език, но използва латиницата, буквата Ę, ę има звуковата стойност на малкия юс. Полската фонема ę не произлиза пряко от малкия юс, а се развива след сливането на първоначалните носови гласни в полския език. Малкият юс се употребява и в румънската кирилица докъм 1860 г., изразявайки звука /ja/.